# L'Enfance de l'art
Pour plus de détails, voir Fiche technique et Distribution.
L'Enfance de l'art est un film français réalisé par Francis Girod, sorti en 1988.

## Fiche technique
- Titre : L'Enfance de l'art
- Réalisation : Francis Girod
- Scénario : Francis Girod et Yves Dangerfield
- Production : Ariel Zeitoun
- Musique : Romano Musumarra
- Photographie : Dominique Chapuis
- Montage : Geneviève Winding
- Pays de production :  France
- Format : Couleurs
- Genre : drame
- Durée : 107 minutes
- Date de sortie : 1988

## Distribution
- Clotilde de Bayser : Marie
- Michel Bompoil : Simon
- Anne-Marie Philipe : Régine
- Yves Lambrecht : Jean-Paul
- Marie-Armelle Deguy : Ludivine
- Régine Cendre : Martine
- Bruno Wolkowitch : Samuel
- Vincent Vallier : Philippe
- André Dussollier : Luc Ferrand
- Laurence Masliah : Valérie
- Olivia Brunaux : Lydia
- Azize Kabouche : Omar
- Philippe Brizard
- Henri Colpi
- Dominique Besnehard
- Hubert Gignoux
- Mathias Jung
- Judith Magre
- Pierre Tchernia
- Claude Guyonnet
- Francis Girod : Le directeur de la Photo